# Macajuba
Macajuba é um município brasileiro do interior do estado da Bahia, no sertão nordestino, se encontra na Mesorregião do Centro-Norte Baiano, e na Microrregião de Itaberaba. Sua população em 2024, segundo Instituto Brasileiro de Geografia e Estatística (IBGE), era de 10 758 habitantes.

## História
O município foi criado com territórios do município de Baixa Grande, através da Lei Estadual de 12 maio de 1906 que transferiu a sede do município para o povoado de Santa Luzia do Lajedo (atual sede de Macajuba), alterando-lhe o topônimo para Vila Capivari.
Em 1943, o município de Capivari foi extinto e passado à condição de distrito de Baixa Grande — que fora restaurado em 1910, com território desmembrado de Capivari. O município foi restaurado por Decreto Estadual, de 1 junho de 1944, com a denominação de Macajuba.
A sede transformada em distrito em 1906, foi elevada à condição de cidade, através do Decreto-lei Estadual, de 30 março de 1938.
No século XX, foi construída a igreja matriz Santa Luzia, na praça Doutor Castro Cincurá. O terreno para a igreja matriz, cuja padroeira é Santa Luzia, foi doado por Francisca Alves Sampaio. Seus nichos ficaram sob a responsabilidade de sua filha, Hermínia Borges Sampaio, e, a partir da década de 1920, também das netas, Flora, Laurita, Zulmira, Olívia, Nelly, Edith.
Em 2004, a população de Macajuba elegeu a primeira mulher prefeita do Município, em seus até então 98 anos de história, a ex-professora Diana Gleyde Marques Pedreira foi eleita para um mandato de 4 anos. 12 anos depois, em 2016, a ex-primeira dama do município, a senhora Mary Dias, tornou-se a segunda mulher a ser eleita prefeita de Macajuba, ela porém, não terminou seu mandato, renunciando ao cargo após 3 anos e 4 meses de governo, em abril de 2020.
O obelisco situado na Praça Doutor Castro Cincurá, em homenagem a independência da Bahia, e a Escola Doutor Joaquim Inácio Tosta, construídos em 1923 e 1929 respectivamente, são as construções mais antigas do município, ainda de pé.
O nome “ Macajuba ” vem da palavra de origem indígena “ Macajoaba ” que é o nome de uma espécie de palmeira, bastante comum no município.

## Turismo e eventos
O Rio Capivari é um dos pontos turísticos, apropriado para banho e pesca.
No mês de junho é realizada a Festa de São João, na praça de eventos da cidade, com apresentação de quadrilhas e de músicos de todos os lugares do Brasil. Com uma das melhores festas juninas da Chapada Diamantina, Macajuba recebe milhares de turistas nessa época do ano. No mês de agosto são realizadas manifestações locais, com representações de figuras folclóricas nacionais, como bumba meu boi, mula sem cabeça, Saci Pererê, Reisado, sereia, vaquejada etc. A festa da Independência do Brasil também é comemorada na cidade, no dia 7 de setembro, com apresentação do desfile cívico. Em outubro ocorre a Festa do Vaqueiro, enfatizando a representatividade dos vaqueiros; é realizado desfiles com os vaqueiros da região, missa campal, almoço, corrida de argolinha, espetáculos musicais e premiações. A semana da criança também é realizada, voltada para o público infantil, comemorado com muita brincadeira, dramatizações, espetáculos de palhaços, distribuição de guloseimas e brinquedos. Em dezembro é realizada a Festa de Santa Luzia, padroeira da cidade, com missas e procissões; celebra-se o nascimento do Menino Jesus Cristo, com o presépio armado em praça pública.